# Hugo Nervo
Hugo Martín Nervo (San Nicolás de los Arroyos, 6 gennaio 1991) è un calciatore argentino, difensore dell'Atlas.

## Caratteristiche tecniche
Difensore abile fisicamente e nei duelli aerei, svolge anche il ruolo di terzino destro.

## Carriera

### Club
Ha esordito il 3 aprile 2009 durante la partita disputatasi tra Arsenal Sarandí e Tigre (finita 1-1). Nel 2013 passa agli argentini dell'Huracán a parametro zero. Nel 2018 approda nella prima divisione messicana, nello specifico al Santos Laguna, per circa un milione e mezzo di dollari. Vanta molte presenze in Coppa Libertadores.

### Nazionale
Viene convocato dal CT della nazionale Under-20 argentina Sergio Batista per partecipare al Torneo di Tolone 2009. Due anni dopo viene convocato per prendere parte al campionato mondiale del 2011.

## Palmares

### Club
- Campionato argentino: 1

Arsenal: 2012 (C)
- Supercopa Argentina: 2

Arsenal: 2012
Huracán: 2014
- Copa Argentina: 1

Arsenal: 2012-2013